# Municipio de Corwith
El municipio de Corwith (en inglés: Corwith Township) es un municipio ubicado en el condado de Otsego en el estado estadounidense de Míchigan. En el año 2010 tenía una población de 1748 habitantes y una densidad poblacional de 6,24 personas por km².

## Geografía
El municipio de Corwith se encuentra ubicado en las coordenadas 45°9′38″N 84°33′3″O / 45.16056, -84.55083. Según la Oficina del Censo de los Estados Unidos, el municipio tiene una superficie total de 280.04 km², de la cual 278,37 km² corresponden a tierra firme y (0,59 %) 1,66 km² es agua.

## Demografía
Según el censo de 2010, había 1748 personas residiendo en el municipio de Corwith. La densidad de población era de 6,24 hab./km². De los 1748 habitantes, el municipio de Corwith estaba compuesto por el 97,08 % blancos, el 0,29 % eran afroamericanos, el 0,63 % eran amerindios, el 0,11 % eran asiáticos, el 0,17 % eran de otras razas y el 1,72 % eran de una mezcla de razas. Del total de la población el 1,37 % eran hispanos o latinos de cualquier raza.